# 芦沢教授
芦沢教授（あしざわきょうじゅ、1976年12月19日 - ）は、日本の男性放送作家。
「芦沢教授」としてピン芸人で活動していたが、2008年に太田プロダクションからTwin Planetに移籍しピン芸人を引退。その後、テレビタレントのJOYとコンビを組み活動していた。
2009年にフリーとなり、「放送作家 芦沢忠助教授」として本格始動。
芦沢教授名義ではDJとして首都圏を中心に活動中。

## 人物
芸人を引退して放送作家として活動を始め、J:COM初の月曜から金曜の帯で全国生放送の番組「つながるセブン」では企画・構成・総合演出として、約2年間番組に携わり番組終了後も作家活動をして精力的に活動。
現在、「世界まる見えテレビ特捜部」(NTV)、「5時に夢中！」(TOKYO MX)など人気番組を担当するほか、特番、地方局、ネットなど幅広いジャンルで放送作家をしている。またイベント事業にも活発的で企業イベント、クラブイベント、ファッションショーなどのプロデュースもしている。さらに、副業でDJ活動も行い、東京や地元横浜を中心に精力的に出演している。
芸人時代の芸風は、大輪教授のように白衣を着用し、渋谷系ストリートカルチャーやギャル、ギャル男に関するフリップを用いたネタであった。決め台詞は「や～ばいことに!なるんじゃない!?」。だいたいこの台詞でネタを締めることが多い。2005年が最盛期でR-1の準決勝に進出している。
鉄道ファンでもあり、バラエティ番組『タモリ倶楽部』の鉄道企画においては「タモリ電車クラブ」会員No.8（シルバー会員）となっている。そのため鉄道ネタも得意だが、ネタがマニアックなためテレビで披露されることは少ない。

## その他の活動
ギャル文化やクラブカルチャーなどの実情に精通していることから、各種メディア上で取材を受けることが多い。特技のパラパラを生かし、パラパラ教則イベントに講師役として参加することもある。
これらの活動を受けてDJとしても2007年ころから本格始動。芦沢がプロデュースした主なイベントに下記のものがある。
- アガル祭（江の島での音楽レイブイベント、2007年～2009年）
- avex主催「私立エイベックスレイブ学園」（演者としても出演）
- That’s Entertainment笑（ホリプロ・太田プロ・サンミュージック協力イベント）
- Water Girls Collection（キャバクラ嬢のファッションショー）
- ママ向けクラブイベント「HOME」（東京）・「Life」（大阪）

## 出演 企画・構成

### テレビ番組
- タモリ倶楽部（テレビ朝日）
- Indies @ Go-Go（TOKYO MX）
- ランク王国（TBS）
- 音ぱつ（テレビ東京）
- ヤンチャ黙示録（テレビ東京）
- イツザイ（テレビ東京）
- BSふれあいホール（BS2）
- ゴッドタン（テレビ東京）
- ザ・イロモネア(TBS)
- BSふれあいステージ 爆笑最前線(BS2・NHKワールド#NHKワールド・プレミアム)
- ザキ山小屋（ABCテレビ）

### 企画・構成・演出・制作補助
- つながるセブン(J:COM)
- 世界まる見え!テレビ特捜部（日本テレビ）
- ニッポン・ダンディ(TOKYO MX)
- バラいろダンディ(TOKYO MX)
- 5時に夢中！(TOKYO MX)
- BRAVE HEARTS 海猿 〜4夜連続 徹底大解剖〜（フジテレビ）
- 映画“ジャッジ!”とある宣伝会議 ～映画「ジャッジ!」を世の中に広めよう～」（フジテレビ）
- うわっ!ダマされた大賞（日本テレビ）
- 100万円クイズハンター（テレビ朝日）
- ピラメキーノ（テレビ東京）
- NEWS 5 PLUS（岐阜放送）
- パチンコEVAガチンコバトル（ニコニコ動画）
- MOVE!（コカ・コーラパークTV）
- PLAY!（コカ・コーラパークTV）
- ランク王国（TBS）
- ブレインアスリート（日本テレビ）
- 前田あずさのぽてぽてあずさんぽ（FM西東京）
- ArtCubeの真夜中のTea Time（FM西東京）

## コンサル
メディアでの企画力が評価され、コンサル業としても活動
- 渋谷：無料パウダールーム「Shibuya Girls Studio(美人サロン)」 企画・監修・コンサル
- 渋谷：「脱毛エステエピラボ」 企画・コンサル
- 渋谷：「COSMELL」（美容院エルドラードのシャンプー・コンディショナー） 企画・コンサル
- 新宿：「マナチュラ」（銀イオン水） 子供向け商品での企画・コンサル